# Grand Prix-wegrace van Venezuela
De Grand Prix van Venezuela voor motorfietsen was een motorsportrace, die tussen 1977 en 1979 werd verreden en meetelde voor het wereldkampioenschap wegrace. Het evenement vond plaats op het San Carlos Circuit.
Barry Sheene is met drie overwinningen de recordhouder van deze Grand Prix, gevolgd door Ángel Nieto en Walter Villa, die elk twee overwinningen hebben.

## Statistiek
| Editie | Seizoen | Circuit    | Klasse | Winnaar                        | Tweede                     | Derde                            | Poleposition                    | Snelste ronde                  |
| ------ | ------- | ---------- | ------ | ------------------------------ | -------------------------- | -------------------------------- | ------------------------------- | ------------------------------ |
| 1      | 1977    | San Carlos | 125 cc | Ángel Nieto (Bultaco)          | Anton Mang (Morbidelli)    | Iván Palazzese (Morbidelli)      | Ángel Nieto (Bultaco)           | Ángel Nieto (Bultaco)          |
| 1      | 1977    | San Carlos | 250 cc | Walter Villa (Harley-Davidson) | Patrick Fernandez (Yamaha) | Víctor Palomo (Yamaha)           | Franco Uncini (Harley-Davidson) | Walter Villa (Harley-Davidson) |
| 1      | 1977    | San Carlos | 350 cc | Johnny Cecotto (Yamaha)        | Víctor Palomo (Yamaha)     | Patrick Fernandez (Yamaha)       | Johnny Cecotto (Yamaha)         | Johnny Cecotto (Yamaha)        |
| 1      | 1977    | San Carlos | 500 cc | Barry Sheene (Suzuki)          | Steve Baker (Yamaha)       | Pat Hennen (Suzuki)              | Barry Sheene (Suzuki)           | Barry Sheene (Suzuki)          |
|        |         |            |        |                                |                            |                                  |                                 |                                |
| 2      | 1978    | San Carlos | 125 cc | Pier Paolo Bianchi (Minarelli) | Eugenio Lazzarini (MBA)    | Víctor León-Pacheco (Morbidelli) | Pier Paolo Bianchi (Minarelli)  | Pier Paolo Bianchi (Minarelli) |
| 2      | 1978    | San Carlos | 250 cc | Kenny Roberts (Yamaha)         | Carlos Lavado (Yamaha)     | Patrick Fernandez (Yamaha)       | Franco Uncini (Yamaha)          | Kenny Roberts (Yamaha)         |
| 2      | 1978    | San Carlos | 350 cc | Takazumi Katayama (Yamaha)     | Patrick Fernandez (Yamaha) | Paolo Pileri (Morbidelli)        | Franco Uncini (Yamaha)          | Franco Uncini (Yamaha)         |
| 2      | 1978    | San Carlos | 500 cc | Barry Sheene (Suzuki)          | Pat Hennen (Suzuki)        | Steve Baker (Suzuki)             | Johnny Cecotto (Yamaha)         | Barry Sheene (Suzuki)          |
|        |         |            |        |                                |                            |                                  |                                 |                                |
| 3      | 1979    | San Carlos | 125 cc | Ángel Nieto (Minarelli)        | Thierry Espié (Motobécane) | Maurizio Massimiani (MBA)        | Iván Palazzese (MBA)            | Ángel Nieto (Minarelli)        |
| 3      | 1979    | San Carlos | 250 cc | Walter Villa (Yamaha)          | Kork Ballington (Kawasaki) | Vic Soussan (Yamaha)             | Carlos Lavado (Yamaha)          | Walter Villa (Yamaha)          |
| 3      | 1979    | San Carlos | 350 cc | Carlos Lavado (Yamaha)         | Walter Villa (Yamaha)      | Patrick Fernandez (Yamaha)       | Carlos Lavado (Yamaha)          | Carlos Lavado (Yamaha)         |
| 3      | 1979    | San Carlos | 500 cc | Barry Sheene (Suzuki)          | Virginio Ferrari (Suzuki)  | Tom Herron (Suzuki)              | Barry Sheene (Suzuki)           | Barry Sheene (Suzuki)          |

## Noot
1. ↑  Officieel vond er geen telling plaats

1977 · 1978 · 1979